# شرى شمسي
شَرَى شَمْسِيّ (بالإنجليزية: Solar urticaria)‏ ويُدعى اختصارًا SU، هي حالةٌ طبيةٌ نادِرة، حيثُ يؤدي فيها التعرُض للأشعة فوق البنفسجية (أو حتى في بعض الأحيان مُجرد التَعرُض للضوء المرئي) إلى حدوث حالةٍ شَرَوِيَّةٍ، والتي قد تَظهرُ في المناطق المُغطاة وغير المُغطاة من الجلد. يُصنفُ الشرى الشمسي على أنهُ نوعٌ من الشرى الفيزيائي، ولكنَّ هذا التصنيف مُثيرٌ للجدلِ بعض الشيء، حيثُ يميزُ أحد الأنظمة التصنيفية أنواعًا مُختلفة من الشرى الشمسي، مُعتمدًا على الطول الموجي للإشعاع الذي سببَ الشرى، كما يُوجد تصنيفٌ آخر يعتمدُ على نوعِ مولد الحساسية الذي بدأ الشرى.
لم يُحدد بعد العامل المسؤول في الجِسم البشري عن التفاعل مع الإشعاع، حيثُ يُعرف باسم المستأرج الضوئي. قد يكون من الصَعب تشخيص الشَرَى الشمسي نفسه؛ لأنهُ مُشابه جدًا لاضطراباتٍ جلدية أُخرى، مثل الطفح الضوئي متعدد الأشكال أو الجلاد الضيائي عديد الأشكال. يُعتبر الفحص الضوئي أكثر الفحوصات فعاليةً، وهو فحص مُخصص يستخدم لتأكيد حدوث تفاعل حرق شمسي غير طبيعي، وبِمُجرد تشخيص الشَرى الشَمسي، فإنَّ علاجه يتضمن إعطاء مضادات الهستامين وعلاجات إزالة التحسس مثل العلاج بالضوء، وفي الحالات الشديدة، يُمكن استخدام كابتات المناعة، أو حتى استخدام فصادة البلازما.
يرجع الفَضل في اكتشاف هذا المرض للمرة الأولى إلى ب. ميركلن في عام 1904، ولكنَّ المرض لم يكن له اسمٌ حتى اقترحَ دوق اسم solar urticaria (الشرى الشَمسي) في عام 1923، ومع ذلك، ساهمت أبحاثُهم في دراسة هذا المرض غير المعروف، وفي القرن الماضي أُبلغ عن أكثر من 100 حالة.

## العلامات والأعراض
بشكلٍ عام فإنَّ المناطق المُتأثرة هي مناطق الجلد المكشوفة وغير المَحمية بالملابس، إلا أنَّ الشَرى الشمسي قد يحدث أيضًا في المناطق المُغطاة وغير المُعرضة لأشعة الشمس، وخصوصًا إذا كانت مُغطاة بملابس رقيقة، كما أنَّ المناطق المكشوفة والمُعرضة باستمرار لأشعة الشَمس قد تتأثر قليلًا في جميع الأحوال. قد يتأثر الأشخاص المُصابون بحالاتٍ شديدة أيضًا من الضوء الصِناعي الذي تنبعثُ منه موجات الأشعة فوق البنفسجية.
قد تكون الحَياة صَعبة مع وجود الشَرى الشَمسي، حيثُ إنَّ المَريض يتعرض لحكةٍ وألمٍ مُستمرين، كما أنَّ الطفح يظهر خلال دقائق من التَعرض الأَولي للأشعة فوق البنفسجية، فيبدأ رد الفَعل الشَروي على شكل حكة، ثُم يتطور إلى حمامى واستسقاء في المناطق المكشوفة من الجلد، وإذا تأثرت مساحات كبيرة من الجَسم يحدث فقدان للسوائل في الجلد، مما يؤدي إلى دوار خفيف وصداع وغثيان وتقيؤ. نادرًا ما يُبلغ المرضى عن معاناتهم من زيادةٍ في مُعدل ضربات القلب، والتي قد تؤدي إلى سكتة دماغية أو نوبة قلبية؛ بسبب تَورم تجويف الجسم، ومن الآثار الجانبية النادر حدوثها أيضًا التشنج القصبي ومشاكل عدم استقرار معدل الغلوكوز. قد تحدث صدمة حساسية في حال تأثرت منطقة كبيرة من الجسم بشكلٍ فجائي. وفي النهاية، بُمجرد انتهاء التعرض للأشعة فوق البنفسجية، فإنَّ الطفح يتلاشى خلال عدة ساعات، وقد يستمر في بعض الحالات النادرة والشديدة إلى يومٍ واحد أو يومين، حيثُ يعمل خلالها الجسم على استعادة طبيعته.

## الأسباب

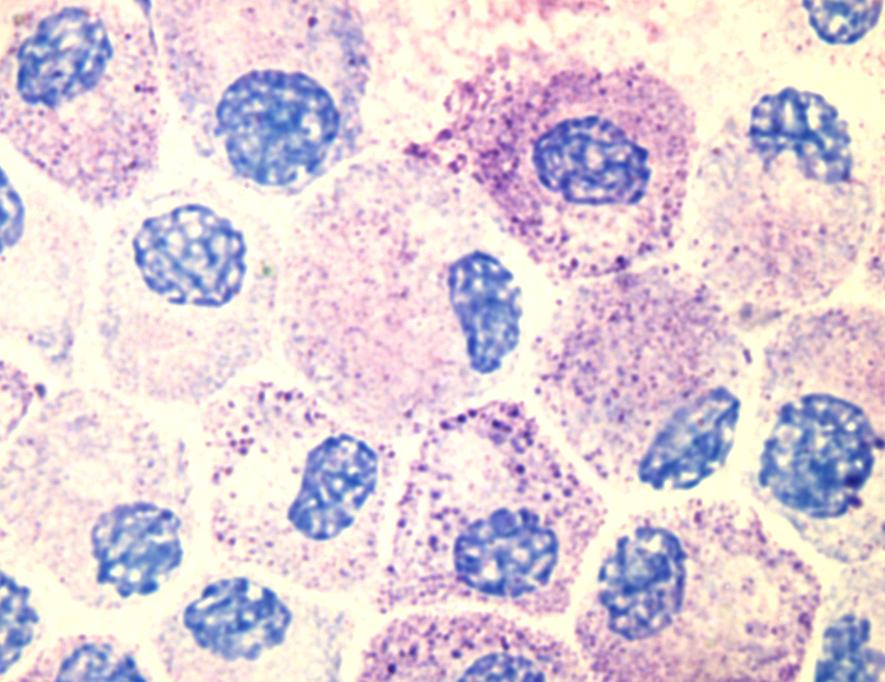
خلايا صارية

الشَرى الشَمسي هو فرطُ تحسسٍ بواسطة الغلوبيولين المناعي هـ، ويُمكن إحداثه بواسطة عوامل أولية أو ثانوية، أو بسببِ تحسسٍ ضوئي خارجي المنشأ. يُعتقد أنَّ الشَرى الشمسي الأولي هو فرطُ تحسسٍ من النمط الأول (رد فعلٍ حادٍ إلى شديدٍ مع مولد الضد والذي يتضمن صدمة الحساسية) حيثُ يعملُ مولد الضد أو مادةٍ ما على إثارة الاستجابة المناعية، وهي "مُحدثة بواسطة الأشعة فوق البنفسجية أو الأشعة المرئية"، أما الشَرى الشمسي الثانوي فقد يحدث عند تلامس الشخص مع موادٍ كيميائية مثل القطران (القار) والزفت والأصبغة، كما قد يحدث الشَرى الشمسي الثانوي في الأشخاص الذين يستعملون بعض الأدوية مثل البنوكسابروفين أو المرضى المُصابين ببروتوبرفيرية مكونة للحمر. هذه العناصر التي تُسبب حساسيةً للضوء هي مُحسسات للضوء خارجية المنشأ؛ وذلك لأنها خارج الجسم وتُسبب لها حساسيةً أكبر للضوء.
هُناك أيضًا عددٌ من الأسباب غير الاعتيادية للشرى الشَمسي، فمثلًا الأشخاص المُعرضون للضوء المرئي، قد يؤدي ارتداء القُمصان البيضاء المُنَصَّعة إلى حدوث تفشّي للشرى الشمسي، فقد وجد أحد الأطباء في حالةٍ واحدة أنَّ المنصّعات البصرية في القميص الأبيض التي تمتص الأشعة فوق البنفسجية من الشمس وتحولها إلى ضوءٍ مرئي كانت السبب في حدوث حالة شرى شمسي، وأيضًا مريضٌ آخر قد عُولجَ بالمضاد الحيوي تيتراسايكلن لاضطرباتٍ جلدية منفصلة وعندما تعرض لأشعة الشمس حدث لديه الشَرى الشمسي، حيثُ سَجلت هذه الحالة لأول مرة اعتبار التيتراسايكلن عاملًا مُحرضًا لحدوث الشرى الشمسي.
لم تُعرف بعد طبيعة العامل المُسبب لحساسية الجسم تُجاه الإشعاع. عندَ حَقن مجموعةٍ من المرضى المُصابين بالشرى الشمسي بمصلٍ مُشعع ذاتي المنشأ، فإنه حدثَ لديهم شَرى ضمن منطقة الحَقن، أما عندما حُقن أشخاص غير مُصابين بالشرى الشمسي، فلم تظهر لديهم أي أعراض مُشابهة، وهذا يُشير أنَّ رد الفعل مُمَيِز للأشخاص المُصابين بالشرى الشمسي، وأنهُ ليس تحسسًا ضوئيًّا. من المُحتمل أنَّ المستأرج الضوئي يتواجد على مواقع ارتباط الغلوبيولين المناعي هـ (IgE) الموجودة على سطح الخلايا الصارية، ويُعتقد أنَّ هذا المستأرج يبدأ تكوينه عبر امتصاص الإشعاع بواسطة حامل اللون، وبسبب الإشعاع فإنَّ الجزيء يتحول مؤديًا إلى تشكل مستأرج ضوئي جديد.

## التشخيص

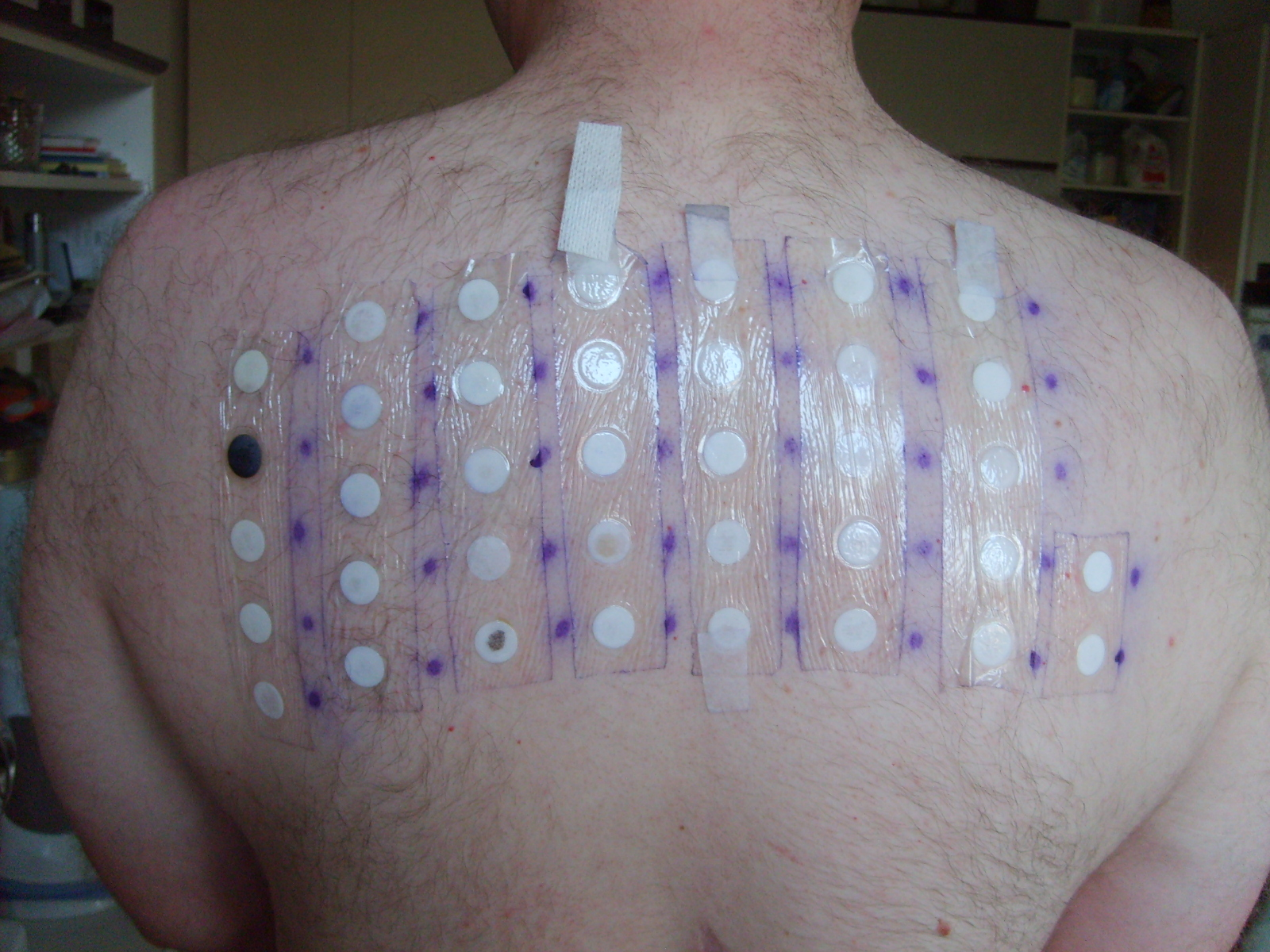
اختبار الرقعة

من الصعب تشخيص الشَّرَى الشَّمسيّ لكن يمكن التحقق من وجوده بعمليَّة الاختبار الضَّوئيّ، وتوجد أشكال عديدة لهذه الاختبارات منها اختبارات اللَّطخة الضَوئيَّة والاختبارات الضوئيَّة واختبارات الاستفزاز الضوئيّ إضافةً إلى الاختبارات المُخْتَبَرِيَّة. كلُّها ضروريَّة لتحديد المشكلة الَّتي يُعاني منها المريض؛ بحيث تستعمل اختبارات اللَّطخة الضَوئيَّة الَّتي تعدُّ اختبارات رُقعةٍ عندما يُشَكُّ أنَّ المريض يُعاني أعراضًا مُحدَّدة نتيجةً لحساسيَّة قد تحدث فقط عند تعرُّضه لأشعَّة الشَّمس. ويُعطى المريض جرعة منخفضة من الأشعة فوق البنفسجية-أ (UVA) بعد تلك الاختبارات.
يعدُّ الاختبار الضوئيّ اختبارًا آخر والأكثر فاعليَّة في التعرف على الشرى الشمسي؛ ففي هذا الاختبار تُخضَع أجزاء بأبعاد 1 سم من الجلد لكميَّات مُختلفة من الأشعة فوق البنفسجية (أ) و(ب) في مَسعىً لتحديد الجرعة الدقيقة من نوعي الأشعة الَّتي تسبِّب حدوث الشرى. وعند الاختبار لتحديد الشكل الأقل شِدَّة المُسمَّى بالشرى الشمسي الثابت (بالإنجليزية: fixed solar urticaria)‏، يجب إجراء الاختبار الضوئيّ فقط في المناطق الّتي ظهر فيها الطفح الجلديّ فقط لتجنُّب احتماليَّة الحصول على نتائج سَلبيَّة-كاذبة.
النَّوع الثالث من الاختبار هو اختبار الاستفزاز الضوئيّ المُستعمَل للتعرف على الاضطرابات المُحرَّضة بسبب حروق الشَّمس؛ يتضمَّن هذا الاختبار تعريض منطقة واحدة من ذِراع المريض لجرعة مُحدَّدة من الأشعَّة فوق البنفسجية-ب (UVB) وأيضًا منطقة واحدة من الذِّراع الأُخرى لجرعة مُحدَّدة من الأشعَّة فوق البنفسجية-أ (UVA)، وتساوي جرعة الإشعاع التي يتلقاها المريض «لجرعة الإشعاع المُتلقاة في ساعة واحدة من منتصف يوم صيفيّ مُشمِس». إذا أدَّى الإجراء لحدوث طفح جلديّ، عندها ستؤخَذ من المريض خزعة. وأخيرًا قد تُجرى تحاليل مُختبريَّة كيميائيَّة-حَيويَّة مثل الدَّم والبول والبِراز وفي بعض الحالات يستلزم أخذ خزعة جلدية.

### التصنيف
نظرًا لمَلامِح الشرى الشمسي وعلاماته المميزة فهو يعد نوعًا من الشرى الفيزيائيّ أو حَساسيَّة ضَوئيَّة الَّذي ينشأ من عوامل فيزيائية من الطبيعة المُحيطة، والَّتي في حالة الشرى الشمسي هي الضوء أو الأشعة فوق البنفسجية. يمكن تصنيف الشرى الشمسي اعتمادًا على طول موجة طاقة الإشعاع الَّتي تسبِّب تَفاعُل الحساسيَّة، وقد سُمِّي هذا التصنيف تصنيف هاربِر (بالإنجليزية: Harber's classification)‏ وتنطوي تحته ستة أنواع معروفة ضمن هذا التصنيف. تسبب الأشعة فوق البنفسجية-ب النوع الأول من الشرى الشمسي بأطوال موجات تتراوح بين 290—320 نم، بينما تحرِّض الأشعة فوق البنفسجية-أ النوع الثاني بأطوال موجات تتراوح بين 320—400 نم وتتراوح أطوال موجات النوعين الثالث والرابع بين 400—500 نم، في حين يمكن أن تسبب الأشعة فوق البنفسجية-ب والضوء المرئي النوع الخامس (280—600 نم)، وعُرِفَ أنَّ النوع السادس يحدث فقط عند الموجة 400 نم.
يوجد تصنيف آخر مَيَّز بين نوعين، الأوَّل هو فرط التحسس الَّذي سببه تفاعُل المُسْتَأْرِجات الضَوئِيَّة الموجودة عند الأشخاص ذوي الشرى الشمسي، بينما سبب النوع الثاني المُستأرِجات الضوئيَّة التي يمكن أن تتواجد عند الأشخاص المُصابين بالشرى الشمسي والأشخاص السليمين.
استُعرِفَت أيضًا مجموعة فرعيَّة من الشرى الشمسي سميت الشرى الشمسي الثابت، وهي نادرة وأقل شدة ويظهر فيها انتِبار (مناطق متورمة من الجلد) يستهدِف مناطق معينة وثابتة من الجسم. يتحرَّض الشرى الشمسي الثابت بطيف واسع من الطاقة الإشعاعية بأطوال موجات تتراوح بين 300—700 نم.

### التشخيص التفريقي
إنَّ أسهل خطأ عند تشخيص الشرى الشمسي هو تحديده على أنَّه طَفَح ضوئيّ متعدد الأشكال وذلك بسبب تموضع الآفات الشبيهة بالشرى الشمسي (في منطقة العنق ذات الشكل V والأَذْرُع)، وأيضًا من الشَّائِع تكوُّن آفات على الوجه. يستلزم التفاعل التحسسي للطفح الضوئي متعدد الأشكال وقتًا أطول ليظهر عمَّا هو في حالة الشرى الشمسي. ومن الحالات الأُخرى التي يحدث فيها خطأ بالتشخيص هي الذِئبة الحُماميَّة لكن يلزم وقت أطول لاختفاء آفاتها، وعلاوةً على ذلك يحدث تفاعل الحساسية مُباشرةً عند مرضى الشرى الشمسي بينما يطول قليلًا تفاعل الحساسية عند مرضى الذئبة الحمامية. قد يُعتَقَد خَطأً أنَّ من مَرُّوا بأعراض الشرى الشمسي بسن مبكِّرة أنَّهم مُصابون بالبروتوبُرْفِيرِيَّة المُكَوِّنَة للحُمُر الَّتي أبرز أعراضها الألم والمستويات غير الطبيعيَّة من البروتوبرفيرين في دَمِهِم، في حين تكون مستوياته طبيعيَّة عند مرضى الشرى الشمسي. وأخيرًا، يمكن أن يظهر الشرى الكولينيّ (يسمَّى أيضًا الشرى فقط) المُحرَّض بالحرارة على أنَّه شرى شمسي لأنَّ حرارة الشمس تسبب حدوث التفاعل التحسسي عند المريض.

## التدبير

### مضادات الهستامين

الديفينهيدرامين

الهستامينات عبارة عن بروتينات تترافق مع العديد من التَّفاعلات التحسُّسيَّة؛ فعندما تُلامِس الأشعَّة فوق البنفسجيَّة أو الضوء شخصًا يُعاني من الشرى الشمسي يُطلَق الهستامين من الخلايا البَدينَة، مِمَّا يؤدِّي لزيادة نَفوذيَّة الأوعية القريبة من منطقة تحرر الهستامين. وهذا يسمَح بدخول سائل الدَّم إلى الأوعية وحدوث الالتهاب ومضادات الهستامين نشاط الهستامين.
الديفينهيدرامين الذي يعد من مناهضات مستقبل هـ1 [الإنجليزية] أو دواءً يُعاكِس مستقبل هـ1 [الإنجليزية] الَّذي يرتبط بالعديد من التفاعلات التحسسية، بحيث وجد أنَّه أقوى مُضاد هستامين في علاج هذا المرض. ويوصف للمرضى 50 ميللي غرام أربعة مَرَّات في اليوم (كل 6 ساعات) ليبقوا قادرين على التعرُّض للشَّمس دون المعاناة من تفاعل الحساسيَّة.
يُمكن أن يُعالج الّذين يُعانون من أشكال أقل قوَّةً من الشرى الشمسي مثل الشرى الشمسي الثابت بالدواء فيكسوفينادين، والَّذي يُمكن استعماله وقائيًّا لمنع تعاوديَّة المرض.

### إزالة التحسس
يهدف هذا الشكل من المعالجة لتقليل شِدَّة أو بالإجمال عزل التفاعلات التحسسية لدى المرضى عبر الزيادة التدريجيَّة في التعرض لأشكال الإشعاع الَّتي تسبِّب التفاعل، في حالة الشرى الشمسي تكون المُعالَجة بالضَّوء والمَداواةُ الكيميائية الضَّوْئِيَّة هُمَا العِلاجين الأساسيَّين لإزالة التحسس.
يُمكن استعمال المُعالَجة بالضَّوء للوقاية؛ فالتعرُّض لشكل مُحدَّد من الضوء أو الأشعَّة فوق البنفسجيَّة يسمَح للمريض بتكوين تحمُّلٍ وبذلك تقلُّ شدَّة التفاعل، يُستعمَل هذا النَّوع من العِلاج عمومًا في الرَّبيع. لكن تبقى فائدته ليومين أو ثلاثة أيام فقط.

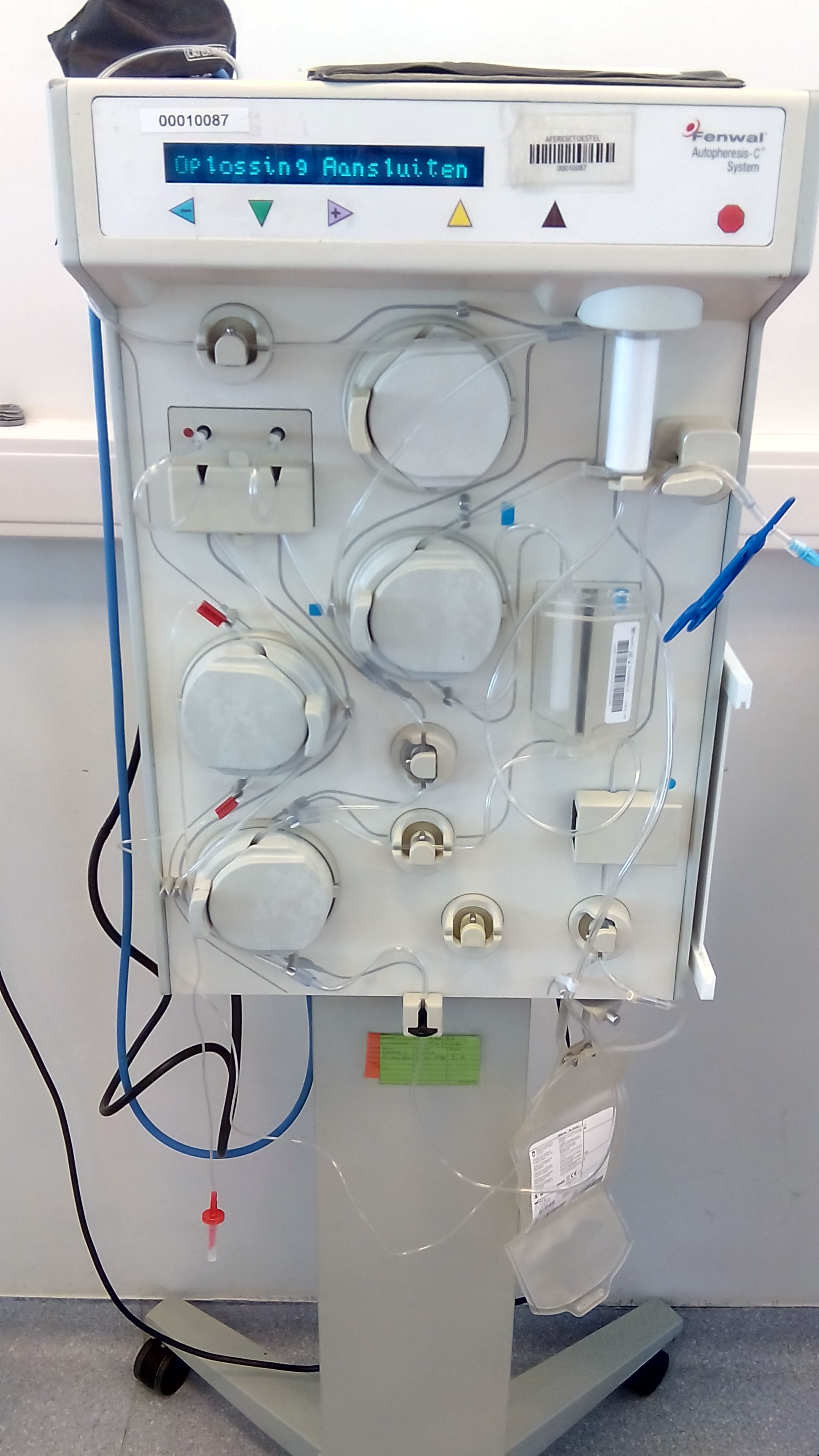
آلة فِصادة البلازما

يعد العلاج الضوئي الحركي (العلاج المتقوي بالضوء) أو العلاج بالسُوَرالين والأشعة فوق البنفسجية-أ أنفع للحساسية للضوء لأنها تنتج تحملًا طويل الأمد للأشعة التي تتسبب في بدء التفاعل التحسسي؛ فعند بدء العلاج لأول مرة يكون الهدف زيادة تحمل المرضى للأشعة فوق البنفسجية-أ على نحوٍ كافٍ يسمح لهم بالخروج خارج منازلهم دون المعاناة من الشرى الشمسي. لهذا يُنَظَّم العلاج على ثلاث جلسات في الأسبوع مع الأخذ بعين الاعتبار زيادة التعرض للأشعة فوق البنفسجية-أ، وحالما يصل المرض لمستوى كافٍ من إزالة التحسس تقل عدد الجلسات لتصبح جلسة أو اثنتين بالأسبوع.

### علاج الغلوبيولين المناعي هـ
قام بعض الباحثين والمرضى بمعالجة الشرى الشمسي باستعمال أوماليزوماب (اسمه التجاري زولير (Xolair))، الذي يستعمل عادةً لعلاج الشرى مجهول السبب؛ فالأوماليزوماب جسم مضاد مؤشَّب أحادي النسيلة مضاد للغلوبيولين المناعي هـ يقوم بالارتباط بالغلوبيولين المناعي هـ الحر في نفس موقع ارتباطه بمستقبله ذي الألفة العالية على الخلايا البدينة، مقللًا بذلك الغلوبيولين المناعي هـ الحر في المصل.

### التثبيط المناعي
إذا كان المَريض يُعاني من شرى شمسي شديد، فقد يَصِف لهُ الأطباء أحيانًا مُثبطات المناعة مثل البريدنيزولون والسيكلوسبورين، وعلى الرغم من هذا، فالآثار الجانبية لهذه الأدوية قد تكون خَطيرة، لذلك يرتبط وصف هذه الأدوية بالحالات الشديدة جدًا فقط.

### فصادة البلازما
يمكن استعمال تقنية فِصادة البلازما (استخراج البلازما) في الحالات الشديدة، بحيث يُزال مصل الدَّم أو السَّائل في خلايا الدم الحمراء ثم إعادة الخلايا إلى الجسم؛ فهذه التقنية «تُزيل العامل الجائِل من الدم والَّذي قد يكون سببًا في حدوث الشرى»، لكنَّها ما تزال قيد التجريب وليست دائمًا فعالة. تقل الحساسية للضوء عند نجاح العلاج لدرجة يستطيع فيها المرضى البدء بالعلاج بالسُوَرالين والأشعة فوق البنفسجية-أ، بهدف تقليل تفشي الشرى لفترة ممتدة من الزمن. النكسة الأساسية في هذ المعالجة هي الآثار الجانبية التي قد تكون شديدة وتتضمن التفاعلات التآقية.

## الوقاية
يُعتبر منع تعرض الجسم لأشعة الشمس الطريقة الأكثر نجاحًا في الوقاية من الشرى الشمسي، ولكنَّ هذا المنع قد يَتسبب في تغيير نمط الحياة بشكلٍ كبير، وقد لا يكون مُمكنًا أحيانًا، ولكن تقليل التعرض لأشعة الشمس أمرٌ لا بدَ منه للوقاية من الشرى الشمسي، ويُمكن ذلك عبر الارتداء الدائم للملابس الواقية من أشعة الشمس، واستعمال الشمسية، ومُحاولة إجراء تغييراتٍ في نمط الحياة كساعاتِ العمل وغيرها، وذلك بهدف تقليل التعرض لأشعة الشمس في النهار، كما يُمكن استعمال الدهانات الواقية من الأشعة فوق البنفسجية في نوافذ المنزل والسيارات.
حَسب الدليل الاسترشادي لمكتب اللجنة الطبية العامة في إمارة دبي، فإنَّ الشَرى الشمسي من الحالات المَرضية التي تَستوجب إصدار تصريح لتلوين زجاج السيارات، حيثُ يحصل المُصاب بالشرى الشَمسي على تصريحٍ دائم لتلوين زجاج السيارة، وأيضًا يُشير الدَليل أنهُ يُسمح لموظفي الحكومة بأخذ إجازةٍ لمدة 3 أيام في حال إصابة طفله بالشَرى الشمسي.

## مآل المرض
على الرغم من أنَّ الشرى الشمسي من الحالات المُزمنة، إلا أنَّ مآل المرض جيد عادةً، فغالبًا يتكيف الأشخاص معهُ عبر الإجراءات الوقائية، بحيثُ يعيشون حياةً طبيعية تقريبًا، ولكن بالمقابل قد لا يتكيف البعض مع المرض، فيعانون من أعراضٍ مثل القيء والصداع والغثيان، ولكنهم يتجاوزونها عبر التدابير العلاجية.

## حالة سريرية
طفلة بعمر 12 شهرًا عُرضت على عيادة الحساسية، عانت وهي بعمر ثمانية أشهر من طفحٍ (شرى) منتشر على ذِراعيها وساقيها ووجهها، وذلك بعد تناولها طعامًا يحتوي على الفول السوداني والفستق الحلبي. حدث التفاعل التحسسي في غضون 30 دقيقة بعد تعرضها لأشعة الشمس، ولم تكن تضع واقيًا شمسيًّا وقد ظهر الطفح في المناطق التي تعرضت للشمس فقط، واستمرَ لعدة ساعات واختفى دون علاج. لم تكن هناك أي أعراضٍ أخرى عدا الطفح الجلدي، وقد أشار الوالدان لعدم وجود تاريخٍ عائليٍّ معروف لأعراض أو حساسية أو التهاب أو حالات مناعية مشابهة عند الأقارب من الدرجة الأولى.
كانت الطفلة سليمة عند زيارتها للعيادة الطبية، وبدت النتيجة سلبيَّة عند وخزها بالفول السوداني والفستق الحلبي، وأيضًا كانت نتيجة تناول الفول السوداني سلبية، لكن كانت نتيجة اختبار الإستفزاز الضوئيّ (إسقاط ضوء مرئيّ بطول موجي بين 400-600 نم) إيجابيَّةً بعد 10 دقائق؛ مُحدِثةً طَفَحًا وحُمَامَى في منطقة التعرض.
عند إجراء اختبار للحساسية على الجلد للفول السوداني والفستق الحلبي وحتى عند تناوله كانت النتيجة سلبية، وقد أجريت أيضًا اختبارات العد الدموي الشامل والبروتين المتفاعل-C وكلها كانت طبيعية، وقد كانت الطفلة بصحةٍ جيدة وفي تاريخها المرضي اعتبرت أنها عانت من شرى مجهول السبب مُحرض بالشمس ولم تكن هناك حاجة لمزيد من الاختبارات، وقد أُعيد الفول السوداني والفستق الحلبي لنظامها الغذائي دونَ أي آثارٍ جانبية.

### العلاج
نصح الوالدان بإعطاء طفلتهما مضاد الهستامين بينادريل في اليوم السابق وفي يوم التعرض المكثف للشمس، ووضع واقٍ للشمس وارتداء ملابس تقي من أشعة الشمس. ولم يفد إعطاء مضاد هستامينيّ من الجيل الأول للطفلة بإيقاف حدوث الشرى؛ لذل يفضل إعطاء مضادات الهستامين من الجيل الثاني والتي لا تسبب النعاس.
خلال ستة أشهر من المتابعة، أفاد الأبوان أن استعمال الملابس الواقية وتجنب التعرض المباشر لأشعة الشمس منع حدوث الطفح الجلديّ.

## الوبائية
وُثق عالميًا أنَّ حوالي 5.3% فقط من مرضى اضطرابات التحسس الضوئي لديهم شَرى شمسي، أما في الولايات المتحدة فإنَّ العدد أقل بقليل ويساوي 4% فقط. قد يحدث الشرى الشمسي في جميع المجموعات العرقية، ولكن دراساتٍ راقبت 135 أمريكيًا من أصلٍ أفريقي و110 قوقازيين مصابين بجلادٍ ضوئي وجَدت أن 2.2% من الأمريكيين الأفارقة لديهم شرًى شمسي و8% من القوقازيين لديهم شرى شمسي، وأنَّ القوقازيين لديهم فُرصة أعلى للإصابة بالمرض.
يحدث الشَرى الشمسي بين أعمار 5 إلى 70 سنة، ولكن مُتوسط عُمر حدوثه هو 35 سنة، وقد وُثقت حالات لأطفالٍ في سن الرضاعة. يُشكل الشرى الشمسي أقل من 1% من العديد من حالات الشرى المُوثقة، ومنذُ اكتشاف أول حالةٍ في اليابان عام 1916، أُبلغ عن أكثر من مئة حالة أُخرى مُصابة بالشَرى الشمسي.

## التاريخ
حُدد الشرى الشمسي لأول مرةٍ عام 1904 بواسطة ب. ميركلن، وبعدَ عامٍ واحدٍ فقط، أصبح وارد أول من يُحفز حدوث الشرى عبر التعرض لأشعة الشمس في بيئةٍ مضبوطة. أولُ حالة موثقة كانت في اليابان عام 1916. اقتُرحت تسمية الشرى الشمسي (solar urticaria) عام 1923. في عام 1928 حُفز حدوث الشرى لأول مرة، وحدث ذلك بواسطة اختبارٍ ضوئي مع زيادة كمية الإشعاع من أطوالٍ موجية متباينة. في عام 1942 نُقل المرض عبر الانتقال اللافاعل إلى متطوعين سليمين، وذلك باستخدام مصل مرضى الشرى الشمسي.

## التسمية
يُطلق على الشرى الشِمسي تسمياتٍ أُخرى أقلُ شيوعًا، ومنها:
- أرتيكاريا شمسية.
- حكاك جلدي شمسي.
- طفح جلدي شمسي.

### الأصل اللغوي
يُعرف معجم المعاني الجامع والمعجم الوسيط الشَرى بأنها «بُثُورٌ حُمْرٌ كالدَّراهم حَكَّاكةٌ مؤلمةٌ»، وجمعُها أشْراءٌ، ويُقال شرِي الجِلد أي ظهرت عليه بُثورٌ حمراءُ حكّاكة مؤلمة، وشَرِيَ الجلدُ أي خرج عليه الشَّرَى فهو شَرٍ.
حسبَ معجم الغني فإنَّ الشَّرَى هو بُثُورٌ حُمْرٌ دَائِرِيَّةٌ مُؤْلِمَةٌ. يَذكر معجم اللغة العربية المعاصرة بأنَّ الشَرى هو طفحٌ جلديّ بشكل بثور ناتئة يُسبّب حكاكًا.

## كتب
- Robin Graham‐Brown; Karen Harman; Graham Johnston; Matthew Graham‐Brown (2017). Dermatology Lecture Notes [ملاحظات المحاضرة في الجلدية] (بالإنجليزية) (11 ed.). جون وايلي وأولاده. p. 138. ISBN:9781118887776. {{استشهاد بكتاب}}: الوسيط |تاريخ الوصول بحاجة لـ |مسار= (help)
- Philip A. (2015). Dermatology- Section of MKSAP 17 (بالإنجليزية) (17 ed.). p. 47. ISBN:978-1-938245-20-6. {{استشهاد بكتاب}}: الوسيط |تاريخ الوصول بحاجة لـ |مسار= (help)